# Bufo spinosus
Bufo spinosus (лат.) — вид земноводных семейства настоящих жаб. Обитает на Пиренейском полуострове, юге Франции, крайнем северо-западе Италии и в Северной Африке (Марокко, Алжир и Тунис). Изолированная популяция проживает на острове Джерси (Нормандские острова). На протяжении большей части XX века её считали либо синонимом, либо подвидом обыкновенной жабы (Bufo bufo), но теперь она признаётся как отдельный вид. Эти жабы питаются различными беспозвоночными, от дождевых червей до насекомых и мокриц. Длина тела у взрослых самцов составляет 58,6—112 мм, а у взрослых самок — 65—180 мм.